# Jean-Baptiste Joseph Delambre
Jean-Baptiste Joseph Delambre, (Amiens, 19. rujna 1749. — Paris, 19. kolovoza 1822.), bio je francuski astronom.
Delambre je bio član Francuske akademije znanosti od 1792. i profesor astronomije na Collège de France od 1807. Zajedno s Méchainom izveo je veliko mjerenje meridijana između Dunkerquea i Barcelone, što je na kraju pomoglo da se odredi duljina francuskog metra, a taj posao je prikazao u radu Base du système métrique décimal (1806. – 10). Delambre je 1809. ponovio Rømerova mjerenja za izračunavanje brzine svjetlosti, koja su tada obavljena s mnogo točnijim mjernim instrumentima i dobio za brzinu svjetlosti oko 300 000 km/s. On je ustvari izmjerio da svjetlost putuje sa Sunca do Zemlje 8 minuta i 12 sekundi (stvarna vrijednost je 8 minuta i 19 sekundi).
Njegovo ime nalazi se na popisu 72 znanstvenika ugraviranih na Eifellovom tornju.

## Objavljeni radovi
- Astronomie théoretique et pratique. (1814.)
- Histoire de l'astronomie ancienne.  (1817.)
- Histoire de l'astronomie au moyen-âge. (1819.)
- Histoire de l'astronomie moderne.  (1821.)
- Histoire de l'astronomie au 18e siècle. (1827.)

## Vanjske poveznice
- Radovi J.B.J. Delambrea u Astrophysics Data System